# Solanum candidum
Solanum candidum är en potatisväxtart som beskrevs av John Lindley. Solanum candidum ingår i släktet skattor som ingår i familjen potatisväxter. Inga underarter finns listade i Catalogue of Life.